# Fortezza di Nehaj
La fortezza di Nehaj (in croato Tvrđava Nehaj) è una struttura militare che sovrasta la cittadina croata di Segna.

## Storia e descrizione
La fortezza fu costruita tra il 1553 ed il 1558 per volontà del comandante uscocco Ivan Lenković per contrastare le incursioni dei turchi e controllare il porto di Segna. Per realizzare la fortificazione furono impiegati materiali edilizi provenienti da chiese e monasteri della zona.
La fortezza presenta una pianta quadrangolare con mura perimetrali di 23,5 metri di lunghezza e 18 d'altezza rinforzate da torri angolari a sporto. Le mura sono scandite da un centinaio di feritoie per armi fuoco leggere ed undici aperture per i cannoni.